# Parafia św. Brunona Biskupa i Męczennika w Giżycku
Parafia św. Brunona Biskupa i Męczennika w Giżycku – rzymskokatolicka parafia należąca do diecezji ełckiej. Obecnie część parafii św. Brunona i św. Kazimierza w Giżycku.

## Historia
Parafia została kanonicznie erygowana 18 września 1926. 31 stycznia 1994 biskup ełcki Wojciech Ziemba ustanowił kościół – sanktuarium św. Brunona z Kwerfurtu. 1 lipca 2024 parafia została połączona z parafią św. Kazimierza. W nowopowstałej parafii św. Brunona i św. Kazimierza posługują księża salezjanie inspektorii warszawskiej.

## Kościół parafialny
Obecny kościół parafialny został konsekrowany 26 czerwca 1938 przez biskupa Maksymiliana Kallera.

## Proboszczowie
- ks. Stanisław Tyszko (1945)[3]
- ks. Bryks (1945–1949)[3]
- ks. Jan Wielgusz (1949–1954)[3]
- ks. Kazimierz Dmochowski (1954–1955)[3]
- ks. W. Dadas (1955–1972)[3]
- ks. Wacław Radziwon (1972–1980)[4]
- ks. prał. Kazimierz Krzyżaniak (1980–1992)[4]
- ks. prałat Zdzisław Mazur (1992–2020)[3]
- ks. dr Zbigniew Chmielewski (2020–2024)
- ks. Piotr Sosnowski SDB (od 2024)